# 1824 az irodalomban
Az 1824. év az irodalomban.

## Megjelent új művek
- Giacomo Leopardi olasz költő: Operette morali (Rövid erkölcsi írások), dialógusokat, prózai írásokat tartalmazó kötet.
- Walter Scott: Redgauntlet.

### Költészet
- George Byron: 
  - The Deformed Transformed
  - Don Juan, utolsó részek (1819 – 1824; Byron halála miatt befejezetlen maradt).
- Victor Hugo: Nouvelles Odes.
- Ján Kollár szlovák lelkész, költő fő műve: Slávy decéra (Szláva lánya vagy másképp A dicsőség lánya). Ezt a művét a szlovák irodalom első nagy alkotásának tartják.[1]
- Alekszandr Puskin elbeszélő költeménye: Bahcsiszeráji szökőkút (Бахчисарайский фонтан).
- Alfred de Vigny Éloa, ou La sœur des anges (Eloa vagy az angyalok nővére) című misztériuma

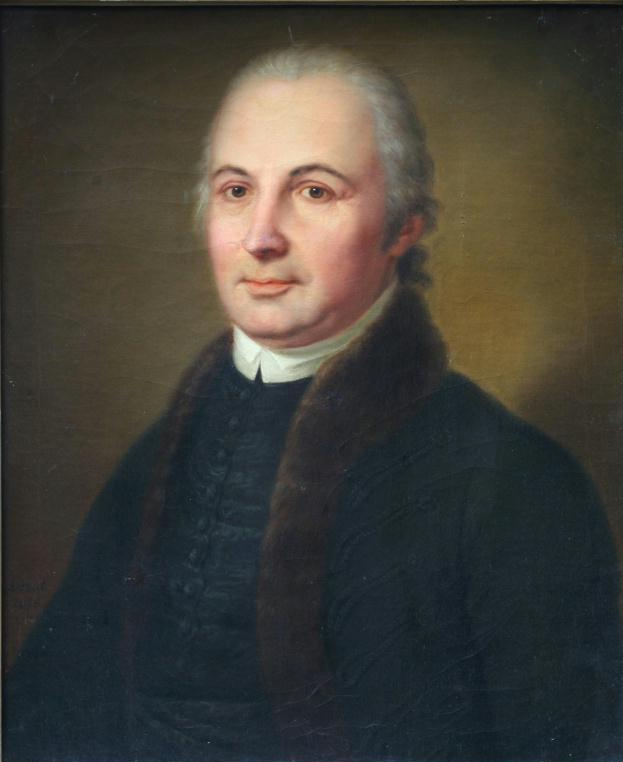
Virág Benedek

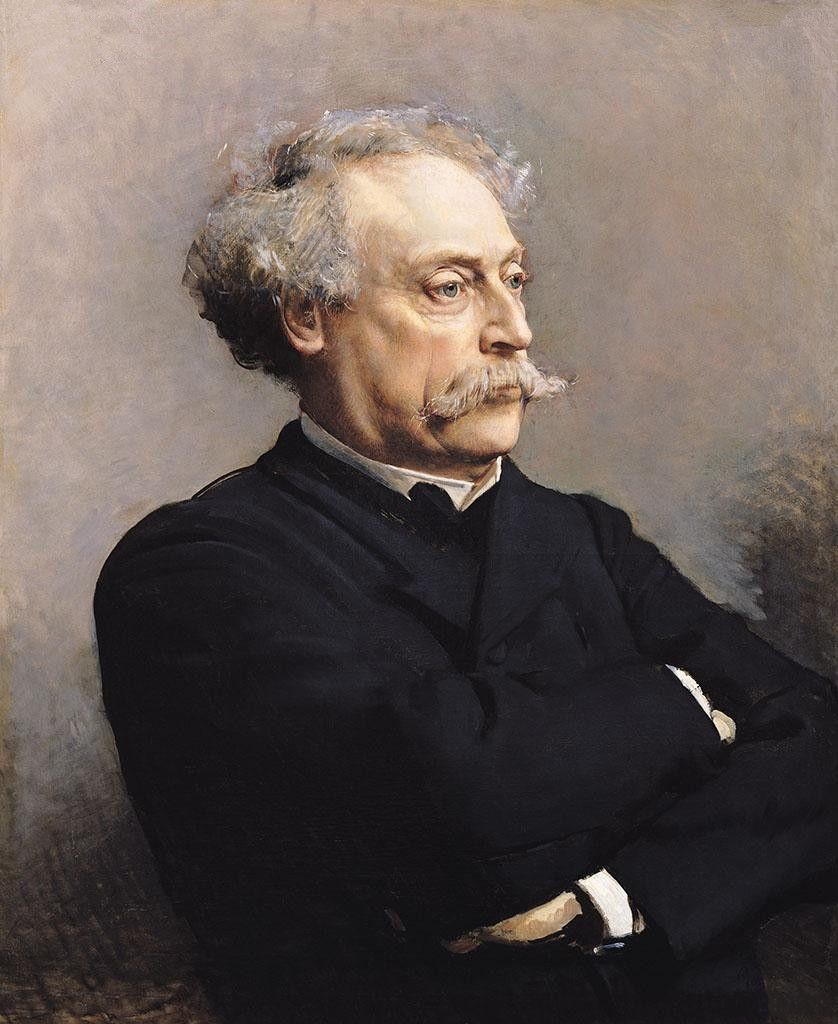
Ifj. Alexandre Dumas

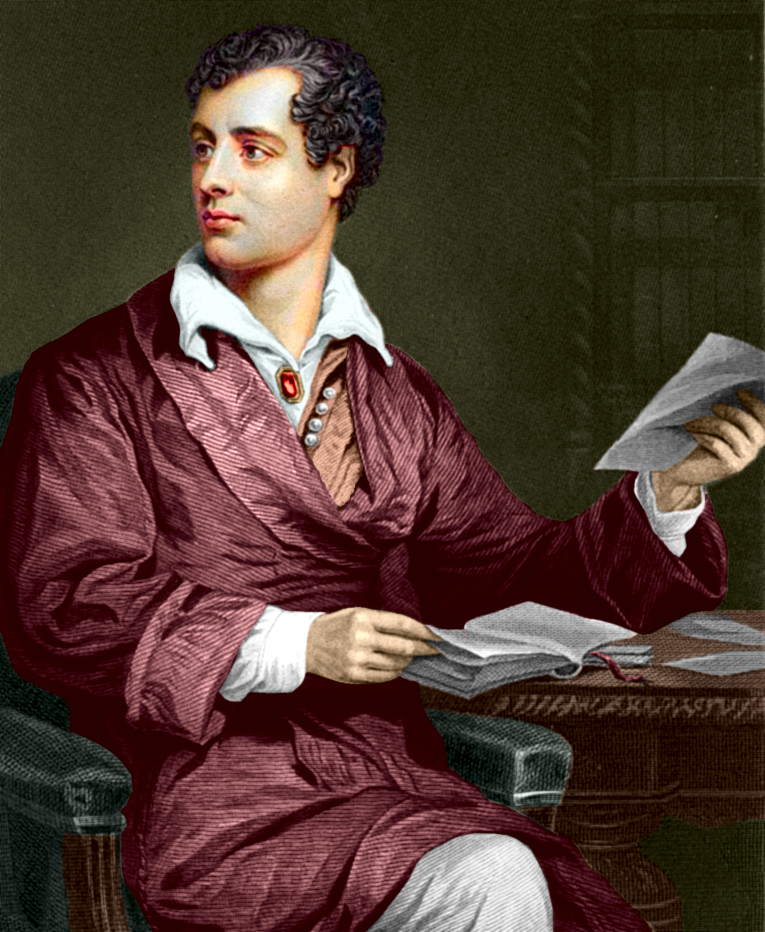
George Byron

- Per Daniel Amadeus Atterbom svéd romantikus költő drámai költeménye: Lycksalighetens Ö (A boldogság szigete). Második rész: 1827.

### Dráma
- Ferdinand Raimund osztrák színpadi szerző második színműve: Der Diamant des Geisterkönigs (A Szellemkirály gyémántja).

### Magyar nyelven
- Fáy András Újabb eredeti meséi és aforizmái, az 1820-ban Bécsben kiadott gyűjtemény folytatása. „A tanítómesében ő a magyar irodalom első klasszikusa.”[2]

#### Fordítások magyar nyelvre
- Virág Benedek éveken át fordította Horatius költeményeit. Fordításainak eredményeként jelenik meg Horatius ódái című ötkötetes munkája.

## Születések
- július 27. – Ifj. Alexandre Dumas francia író, drámaíró, Id. Alexandre Dumas fia († 1895)

## Halálozások
- április 19. – George Byron, az angol romantikus költészet – Percy Bysshe Shelley és John Keats mellett – legismertebb képviselője (* 1788)
- szeptember 29. – Wallaszky Pál irodalomtörténész, evangélikus lelkipásztor (* 1742)